# Manhattan-Erklärung
Die Manhattan-Erklärung: Ein Aufruf des christlichen Gewissens ist ein Manifest von evangelischen, römisch-katholischen und orthodoxen christlichen Leitern zur Unterstützung der Lebensrechtsbewegung, für das Recht auf Religionsfreiheit (insbesondere der Duldung des zivilen Ungehorsams gegen Gesetze im Widerspruch zu ihrem Grundverständnis des Lebens und der Ehe) sowie ihre Gegnerschaft zu anderen Verständnissen der Ehe außer rein heterosexuelle Paarbeziehungen (zurzeit äußert sich dies stärker im Gegensatz zur gleichgeschlechtlichen Ehe, da hier eine schnellere rechtliche Entwicklung zu verzeichnen ist als bei der Vielehe, die sich derzeit kaum politischer Unterstützung erfreut). Sie wurde am 20. Oktober 2009 verfasst und am 20. November 2009 veröffentlicht, nachdem sie von mehr als 150 amerikanischen religiösen Führern unterzeichnet worden war.
Dem Redaktionsausschuss gehörten evangelische Leiter wie Charles Colson und Professor Robert P. George, beide von der Princeton University, sowie Dekan Timothy George von der Beeson Divinity School an. Erwähnenswert als Unterzeichner sind weiter der römisch-katholische Erzbischof von New York Timothy Dolan, der römisch-katholische Erzbischof von Philadelphia Justin Francis Rigali, John J. Myers, römisch-katholischer Erzbischof von Newark und römisch-katholischer Erzbischof von Washington Donald Wuerl. Weiter unterzeichnete Tony Perkins vom Family Research Council, Focus on the Family Gründer James Dobson, R. Albert Mohler, Jr., Präsident des Southern Seminary, Präsident Ligon Duncan der Alliance of Confessing Evangelicals, Präsident Leith Anderson der National Association of Evangelicals sowie der Primat der Orthodoxen Kirche in Amerika Jonah (James Paffhausen). Zur Liste der Unterzeichnenden gehören ferner Peter Akinola, damaliger Erzbischof der Church of Nigeria und Thomas C. Oden vom Institute on Religion and Democracy.
„Der prominente republikanische Politiker Mike Huckabee verglich die Deklaration gar mit den 95 Thesen Luthers“. Radio Vatikan meint,
mit dem Schlusssatz der Erklärung: „Wir lassen uns von keiner irdischen Macht einschüchtern oder zum Schweigen bringen, wenn es um unser Gewissen geht. Wir werden Cäsar geben, was Cäsar gehört, aber wir werden keinesfalls Cäsar geben, was Gott gehört!“ könnte „die Experten für Wählerbewegungen in Obamas Team dazu bringen, nochmal die Taschenrechner anzumachen“ und bei der Debatte um die Gesundheitsreform bei US-Präsident Barack Obama Gehör verschaffen.
Einige Evangelikale, wie etwa John F. MacArthur, Alistair Begg, und James R. White haben wegen des ökumenischen Hintergrundes der Erklärung von einer Unterzeichnung Abstand genommen.
Beim Netzauftritt der Erklärung besteht für Besucher die Möglichkeit, ebenfalls zu unterzeichnen. In der ersten Woche unterschrieben 160.000 Menschen und im Dezember 2009 wurden mehr als eine Viertelmillion Unterzeichner gezählt. Auch die Anwender einer speziellen Apple iPhone-App wurden zur Unterzeichnung der Erklärung aufgefordert; später wurde diese App wieder aus dem App-Store entfernt.